# Gliszczyński VII

Gliszczyński VII

Gliszczyński VII – kaszubski herb szlachecki.

## Opis herbu
Opis z wykorzystaniem zasad blazonowania, zaproponowanych przez Alfreda Znamierowskiego:
W polu błękitnym podkowa srebrna z takimż krzyżem kawalerskim na barku. Klejnot: nad hełmem w koronie noga zbrojna wsparta na kolanie. Labry błękitne+, podbite srebrem.

## Najwcześniejsze wzmianki
Herb znany z pieczęcie z XVII-XVIII wieku. Barwa zrekonstruowana na podstawie domniemanego szrafowania. Herb ten wykazuje pewne podobieństwo do herbu Gliszczyński V, być może Gliszczyński V jest jego zniekształceniem. Element w postaci nogi zbrojnej z kolei przywodzi na myśl herb Gliszczyński wielkopolskich Gliszczyńskich, niezwiązanych z kaszubskimi.

## Rodzina Gliszczyński
Rodzina szlachecka z Gliśna Wielkiego lub Małego. W rzeczywistości Gliszczyńscy to wiele odrębnych rodów, które siedząc w jednej wsi, przyjęły takie samo nazwisko odmiejscowe.

## Herbowni
Gliszczyński bez przydomków lub przydomka nieznanego.
Istniało wiele innych gałęzi tej rodziny, używających innych herbów. Pełna lista herbów Gliszczyńskich dostępna w haśle Gliszczyński III.